# Christian Ludwig Krug von Nidda
Christian Ludwig Wilhelm Friedrich Krug von Nidda (* 7. April 1774 in Gatterstädt; † 23. September 1851 in Sangerhausen) war ein preußischer Landrat.

## Leben
Krug von Nidda war Major im Königreich Sachsen und Direktor der Thüringischen Kreisdeputationsverwaltung in Naumburg (Saale). 1816 wurde er kommissarischer Landrat des neugebildeten preußischen Landkreises Sangerhausen des Regierungsbezirks Merseburg der Provinz Sachsen. Dieses Amt übernahm er 1817 endgültig. In Sangerhausen wirkte er bis 1842.
Sein Sohn ist der 1810 in Sangerhausen geborene spätere Oberbergrat Otto Ludwig Krug von Nidda.